# Tyulka-Sardine
Die Tyulka-Sardine (Clupeonella cultriventris) ist ein kleiner Wanderfisch, der im Schwarzen Meer, dem Asowschen Meer und dem Kaspischen Meer und in den nördlich einmündenden Flüssen (Donau, Dnjestr, Südlicher Bug, Dnepr, Don, Kuban, Wolga, Ural, Terek) bis zu 60 km stromaufwärts lebt. Außerdem kommt sie in den Seen Uluabat Gölü (Türkei), Palaeostomi (Bulgarien) und in der Bucht von Feodosiya (Rumänien) vor. Sie gehört zu den Heringsartigen (Clupeiformes).

## Merkmale
Die Tyulka-Sardine wird 8 bis 12, maximal 17 cm lang, hat eine typische, langgestreckte Sardinengestalt und ist mit relativ großen, leicht abfallenden Rundschuppen bedeckt. Die Körperhöhe kann mehr als 20 % der Gesamtlänge erreichen. Der Kopf ist kurz und breit, der Oberkiefer ist nicht gekerbt, der Unterkiefer reicht nicht bis zum hinteren Augenrand. Kiefer und Pflugscharbein sind unbezahnt. Die Anzahl der Kiemenreusenstrahlen liegt bei 52 bis 64. Von der Kehle bis zum Anus ist der Bauch mit 24 bis 29 scharfen Kielschuppen besetzt.
- Flossenformel: Dorsale 13–21, Anale 12–23.

Die Rückenflosse ist kurz, die letzten zwei Flossenstrahlen der Afterflosse sind verlängert.
Die Tyulka-Sardine ist auf der Rückenseite grünlich bis hellgrau und an den Körperseiten und am Bauch silbrig. Schwarze Flecken hinter dem Kiemendeckel zeigen sich nicht.

## Lebensweise
Die Tyulka-Sardine lebt in Schwärmen im Brackwasser und ist ein anadromer Wanderfisch. Sie toleriert einen Salzgehalt bis zu 34 ‰. Sie wandert zwischen ihren marinen Futtergründen, in denen sie sich vor allem im Winter und Herbst aufhält, und ihren Fortpflanzungsgebieten in den Unter- und Mittelläufen der Flüsse. Die Fortpflanzungszeit dauert von April bis Juni. Ein Weibchen kann bis zu 30.000 pelagische Eier legen. Die Brut schlüpft nach 3 bis 4 Tagen. Die Tyulka-Sardine ernährt sich vor allem von Zooplankton (Copepoden und „Wasserflöhe“).

## Unterarten
Es werden zwei Unterarten unterschieden, die sich anhand der Länge von Brust- und Bauchflossen unterscheiden, wobei die Flossen bei der Kaspischen Unterart kürzer sind.
- Clupeonella cultriventris cultriventris (Nordmann, 1840), Schwarzes und Asowsches Meer.
- Clupeonella cultriventris caspia (Svetovidov, 1941), Kaspisches Meer.

Auch Clupeonella tscharchalensis aus dem Charkhalsee im Gebiet des Ural wurde früher der Tyulka-Sardine als Unterart zugerechnet.